# اورمه‌کویو (صندوق‌لی)
اورمه‌کویو (به ترکی استانبولی: Örmekuyu) یک منطقهٔ مسکونی در ترکیه است که در صندوق‌لی واقع شده‌است.